# BMW M50
Der BMW M50 ist ein Reihensechszylinder-Ottomotor des Automobilherstellers BMW und wurde Ende 1989 als Nachfolger der BMW M20-Motorenfamilie und Erbe der BMW M30-Motorenfamilie vorgestellt. Er kam als erstes im „Fünfer“ (Modellreihe E34) und dann im „Dreier“ (Modellreihe E36) zum Einsatz. Er wurde weltweit mit einem Hubraum von 2,0 oder 2,5 Litern (mit 150 bzw. 192 PS) im BMW E36 und BMW E34 verwendet.
Mit dem BMW M50 löste eine neue Motorengeneration den BMW M20 nach gut zwölfjähriger Bauzeit ab. Konstruktive Neuerungen gegenüber dem M20 waren Vierventiltechnik, Steuerkette sowie Hydrostößel, die das regelmäßige Prüfen/Einstellen des Ventilspiels überflüssig machen.
Im Februar 1990 begann die Serienproduktion im BMW-Motorenwerk Steyr. Die Pressevorstellung der neuen Motorengeneration erfolgte Ende Februar 1990 im BMW-Werk Landshut, von Mai 1990 an wurden die Modelle BMW 520i und BMW 525i mit den M50-Motoren ausgestattet. Die Motoren wurden bis 1995 im BMW E36 und bis Mitte 1996 im Fünfer-Touring BMW E34 verwendet. Insgesamt wurden vom BMW M50 943.795 Einheiten produziert.
Basierend auf dem Konstruktionsprinzip des M50 entwickelte die BMW M-GmbH die Sportmotorenserie S50 mit 3 und 3,2 Liter Hubraum. Diese Triebwerke kamen u. a. im BMW E36 M3 und BMW Z3 M zum Einsatz.

## Entwicklungsziele
Die Entwicklungsziele für den BMW M50 waren
- anspruchsvolle Drehmoment- und Leistungswerte bei Auslegungskraftstoff mit ROZ 95,
- hohe Qualität und Lebensdauer bei gesteigerter Wartungs- und Servicefreundlichkeit,
- Beibehaltung und Kultivierung des bekannt guten Laufverhaltens und der Motorakustik
- in Verbindung mit hoher Wirtschaftlichkeit des Triebwerks.

Nach der Vorstellung des 1,8-l-Vierzylinder-Vierventilmotors (BMW M42) im September 1989 sollten die 2,0- und 2,5-l-Sechszylinder-Vierventilmotoren das gleiche Zylinderkopfkonzept
mit zwei Nockenwellen, Tassenstößelsteuerung mit integriertem hydraulischen Ventilspielausgleich und ruhender Zündspannungsverteilung mit im Zylinderkopf integrierten Zündspulen aufweisen.

## Konstruktion / Mechanik

### Grundtriebwerk
So wie beim Vorgänger BMW M20 wurde mit 91 mm ein kleinerer Zylinderabstand als beim BMW M30 (100 mm) gewählt, womit das Kurbelgehäuse des BMW M50 die gleichen Außenabmessungen wie das Vorgängerbauteil aufweist. Die Hauptabmessungen von Zylinderkurbelgehäuse und Gesamtmotor sind somit vergleichsweise kompakt und erlaubten den Einbau des Triebwerks in alle damaligen BMW-Fahrzeugbaureihen.
Das Kurbelgehäuse besteht aus perlitischem Grauguss, was im Hinblick auf Festigkeit, Dämpfungsverhalten und Korrosion Vorteile bringt. Der 2,0-l-Motor hat mit freistehenden Buchsen eine Bohrung von 80 mm, der 2,5-l-Motor mit zusammengegossenen Buchsen eine Bohrung von 84 mm. Durch das Herunterziehen des Ölwannenflansches um 60 mm unter die Kurbelwellenmitte wurde die untere Motorpartie besonders versteift. Durch Leichtguss konnte ein Kurbelgehäusegewicht von 48 kg erreicht werden.
Das Motorgewicht nach DIN 70 020-A beträgt für beide Hubraumvarianten nur 194 kg – und das trotz der zum BMW M20 aufwendigeren Konstruktion mit Vierventiltechnik, Topfschwungrad und Keilrippenriemenantrieb der Nebenaggregate. Die nur 12 kg Mehrgewicht gegenüber dem Vorgängermodell konnten durch konstruktiven Leichtbau unter Einsatz von FEM und CAD erreicht werden.
Die Ölwanne ist einteilig und besteht aus einer Aluminiumlegierung, die in Druckgusstechnik verarbeitet wird. Mit einer in die Ölwanne integrierten Schale wird die untere Getriebeglockenhälfte zusätzlich mit dem Motor-Getriebe-Aggregat zur Verbesserung der Gesamtsteifigkeit verschraubt. Im Ölsumpf angeordnet ist eine Duocentric-Ölpumpe, d. h. eine geregelte Zahnradpumpe, die über eine einreihige Kette von der Kurbelwelle angetrieben wird. Im Schmiersystem befinden sich 5,8 l Öl, wobei der Öldruck im System auf 4 bar geregelt wird.
Die Kurbelwellen mit einem Hub von 66 mm (2,0 l) und 75 mm (2,5 l) wurden in Sphäroguss hergestellt. Die Hauptlagerdurchmesser betragen 60 mm, die Pleuellagerdurchmesser 45 mm. Diese Abmessungen führten bei beiden Kurbelwellen zu einer sehr großen Überdeckung zwischen Haupt- und Pleuellagerzapfen und somit zu einer hohen Steifigkeit der Kurbelwellen.
Die Schmiedepleuel aus C45 wurden einheitlich mit 135 mm Länge ausgeführt, was die Nutzung der bestehenden Fertigungsanlagen erlaubte. Durch Taillierung des Pleuelschaftes konnte eine Gewichtsreduzierung erreicht und gleichzeitig die Betriebsfestigkeit gesteigert werden.
Die Leichtbaukolben mit Feuerstegen von 9 mm weisen Bolzendurchmesser von 22 mm auf. Unter anderem dem unterschiedlichen Verdichtungsverhältnis geschuldet sind die verschiedenen
Ausführungen der Kolben: Der 2,0-l-Motor (ε=10,5) besitzt Flachkolben ohne Mulde, der 2,5-l-Motor (ε=10,0) weist eine zentrische Kugelmulde mit ca. 4 mm Tiefe auf. In den Kolben befinden sich vier Ventiltaschen, je zwei für Ein- und Auslassventile. Die Kühlung der Kolbenböden erfolgt mit Spritzöldüsen. Diese sind im Kurbelgehäuse im Bereich der Kurbelwellenlagerstöcke angeordnet.
Daten der Kolbenringe:
- Oberer Kompressionsring: Rechteckring, chrombeschichtet, 1,5 mm hoch
- Unterer Kompressionsring: Nasenminutenring, 1,75 mm hoch
- Ölabstreifring: sog. Ölschlitzring mit Schlauchfeder, 3 mm hoch

### Zylinderkopf

#### Aufbau
Beim BMW M50 wurde erstmals die Vierventiltechnik für die Sechszylinder-Großserie eingesetzt. Für den BMW M50 wurde ein völlig neuer DOHC-Querstrom-Zylinderkopf mit 4 Ventilen pro Zylinder entwickelt.
Die Ventile werden mittels zweier Nockenwellen mit Tassenstößeln mit hydraulischem Ventilspielausgleich (HVA) betätigt. Die beiden obenliegenden, hohlgegossenen Nockenwellen aus Schalenhartguss sind siebenfach gelagert, was für hohe Steifigkeit zwischen je zwei Nocken sorgt. Bei eingebauten Nockenwellen ist die Zugänglichkeit zu den Zylinderkopfschrauben gewährleistet.
Die Nockenwellen werden durch zwei Einfachrollen-Ketten angetrieben:
- Hauptantrieb (Primärkette):

Von der Kurbelwelle zur Auslassnockenwelle mit Führungsschiene im gezogenen Kettentrum; hydraulisch gedämpfte Spannschiene.
- Nebenantrieb (Sekundärkette):

Von Auslass- zu Einlassnockenwelle; Führungsschiene und hydraulisch gedämpfter Spanner.
Der Einsatz der 4-Ventil-Technik erlaubte eine Reduktion der Ventilabmessungen im Vergleich zum BMW M20, wobei die Ventilteller im Bohrungsmaß der Zylinder untergebracht sind. Kleinere Ventile sorgen für eine bessere Wärmeabfuhr und damit Haltbarkeit und führen zu verringerten bewegten Massen, was wiederum zu reduzierten Schließkräften der Ventilfedern führt. Die geringeren Ventilmassen ermöglichen eine exakte Ventilsteuerung – selbst in hohen Drehzahlbereichen.
Die Zylinderkopfhaube aus Mg-Druckguss ist akustisch vom Zylinderkopf mittels einer großvolumigen Gummiprofildichtung und Gummielementen an den Befestigungsschrauben abgekoppelt. Die elektrische Ankopplung erfolgt mittels Masseband. Die Einzelzündspulen werden durch eine Kunststoffabdeckung gegen Schmutz und Spritzwasser geschützt. Der Deckel des Kettentriebs besteht aus Aluminium-Druckguss; für die Motorenentlüftung stellt er den Druckausgleich zwischen Kurbelraum und Ölraum im Zylinderkopf sicher.

#### Ladungswechsel
Die 4-Ventil-Technik erlaubt durch den insgesamt größeren Querschnitt der Ein- und Auslassöffnungen besonders günstige Strömungsverhältnisse des angesaugten Luft-Kraftstoff-Gemischs und der Verbrennungsgase. Durch Optimierung der Längen und Querschnitte des gesamten Luftwechseltraktes auf der Ansaug- und Abgasseite wurde ein hoher Füllungsgrad erreicht – die wesentliche Voraussetzung für hohe Leistungs- und Drehmomentwerte über einen weiten Drehzahlbereich.
Sehr kleine Ventilwinkel (einlassseitig 20° 15', auslassseitig 19° 15') ermöglichen einen flachen Brennraum mit der Konzentration des Brennvolumens um die zentral angeordnete Zündkerze – symmetrisch angeordnet zwischen den Ventilen. Ein kompakter Brennraum mit kleinem Verhältnis von Oberfläche zu Volumen ergibt durch günstige Verbrennungsbedingungen aufgrund kurzer Brennwege und geringer Wandwärmeverluste einen guten thermischen Wirkungsgrad und ausgewogene Emissionen.
Die gleichmäßig langen Flammenwege ermöglichen eine schnellere und weniger klopfgefährdete Verbrennung des Gemisches. Die geringe Klopfneigung des 4-Ventil-Motors erlaubt eine Anhebung des Verdichtungsverhältnisses. Die sich daraus ergebenden Vorteile sind
- Erhöhung des thermischen Wirkungsgrads
- Erhöhung des Drehmoments und verbesserter Drehmomentverlauf
- Verringerung des spezifischen Kraftstoffverbrauchs und
- optimierte Emissionen.

Zusammengefasst sind die wesentlichen Vorteile der 4-Ventil-Technik:
- Geringere Gaswechselarbeit,
- ideale Zündkerzenlage und
- kleinere bewegte Massen pro Ventil.

Die Kunststoffsauganlage wurde mit kurzen Rohren gleicher Länge unter Berücksichtigung des Brennraums so ausgelegt, dass eine hohe Dynamik im Drehzahlbereich zwischen 4000 und 6000 min−1 entsteht. Die strömungsgünstigen Einläufe in die Saugrohre und die glatte Oberfläche verringern die Verluste. Für Gemischbildung und Ladungswechsel erwies es sich als vorteilhaft, die Einlasskanäle erst kurz vor dem Zylindereintritt zu trennen, wobei die Kanäle so groß ausgeführt sind, dass sich auch bei maximaler Ventilöffnung keine Kanalengstelle ergibt. Die einteilige Sauganlage wird als Kunststoffspritzteil im Kernausschmelzverfahren hergestellt (gemeinsame Bauteilentwicklung von BMW, BASF sowie Mann+Hummel), wobei dieses Verfahren erstmals in einer Großserie eingesetzt wurde. Die Sauganlage aus glasfaserverstärktem, wärmestabilisiertem Polyamid (Handelsname: Ultramid) verfügt über die notwendige mechanische Festigkeit, Steifigkeit und Wärmeformbeständigkeit, selbst über 130 °C.
Niedriger Gegendruck und günstiges dynamisches Verhalten waren die wesentlichen Auslegungskriterien für die Auspuffanlage. Durch entsprechende Dimensionierung von Rohr- und Katalysatorquerschnitten sowie der Schalldämpfervolumina wurde die erste Vorgabe erreicht. Ein günstiges dynamisches Verhalten und damit gute Drehmomentabgabe im mittleren Drehzahlbereich wurde durch möglichst lange, getrennte vordere Auspuffrohre bis zur Durchmischungsstrecke vor dem Katalysator erzielt.
Die optimierte Gestaltung der Ansaug- und Auspuffseite erlaubte die Festlegung von verhältnismäßig kurzen Steuerzeiten (Öffnungswinkel: Einlassseite 240°, Auslassseite 228°). Die kurze Einlasssteuerzeit mit frühem Einlassschluss ergibt eine hohe Füllung im unteren und mittleren Drehzahlbereich, die kurze Auslasssteuerzeit unterstützt die hohe Drehmomentausbeute im mittleren Drehzahlbereich.

#### Daten Zylinderkopf
| Motor  | Ø Einlassventil | Ø Auslassventil | Einlass öffnet | Einlass schließt | Auslass öffnet | Auslass schließt |
| ------ | --------------- | --------------- | -------------- | ---------------- | -------------- | ---------------- |
| M50B20 | 2 × 30,0 mm     | 2 × 27,0 mm     | 24°KW vor OT   | 36°KW nach UT    | 38°KW vor UT   | 10°KW nach OT    |
| M50B25 | 2 × 33,0 mm     | 2 × 30,5 mm     | 19°KW vor OT   | 41°KW nach UT    | 35°KW vor UT   | 13°KW nach OT    |

## Motorsteuerung, Zündanlage und Einspritzanlage
Die Motorsteuerung, d. h. die Zündungs- und Gemischregelung, erfolgte erstmals mit der Motorelektronik M 3.1 (DME M3.1).
Die damit mögliche vollsequentielle Einspritzung (SEFI = engl. Sequential Electronic Fuel Injection, sequentielle Mehrpunkt-Saugrohreinspritzung, d. h. eine zylinderselektive Ansteuerung jeder einzelnen Einspritzdüse bzw. Zylinders) ergab einige Vorteile:
- gleiche Gemischbildungsbedingungen für alle Zylinder
- Anpassung des Einspritzzeitpunktes an den Motorbetriebszustand (Drehzahl, Last, Temperatur)
- Einspritzzeit-Aktualisierung zylinderzugeordnet (Einspritzzeitverkürzung/-verlängerung, Nachspritzer)
- Diagnose der Einspritzventile möglich
- Zylinderselektive Abschaltung möglich

### Neuerungen der Motorelektronik (DME M3.1)
| DME       | Zündung                   | Zylindererkennung                                      | Lasterfassung                | Einspritzart                                 | Drosselklappenstellung                                                 | Start                                                                      |
| --------- | ------------------------- | ------------------------------------------------------ | ---------------------------- | -------------------------------------------- | ---------------------------------------------------------------------- | -------------------------------------------------------------------------- |
| M3.1      | Ruhende Zündverteilung    | Nockenwellengeber                                      | Hitzdrahtluft- massenmessung | Vollsequentielle Einspritzung                | DK-Potentiometer: Adaption LL-Stellung: TL und VL über Widerstandswert | Kraftstoffpumpenvorlauf Vorabspritzer Doppelzündung (max. 250 ms) Vollsefi |
| M1.1‑M1.3 | Rotierende Zündverteilung | Zylindererkennungsgeber auf Zündleitung 6 für Halbsefi | Luftmengen- messung          | Parallel- oder halbsequentielle Einspritzung | DK-Schalter: LL- und VL-Kontakt mechanisch über Schalter               | Parallel-Einspritzung                                                      |

| DME       | VL-Zündwinkel                                 | LL-Regelung                                      | Programmierung           | LL-CO-Einstellung bei Katvorbereitung    | Eigendiagnose | Notlauf    | Speicher | Steckerpins |
| --------- | --------------------------------------------- | ------------------------------------------------ | ------------------------ | ---------------------------------------- | ------------- | ---------- | -------- | ----------- |
| M3.1      | Höhenkennfeld: drehzahl- und füllungsabhängig | Adaptionswert ohne Klima Adaptionswert mit Klima | Kennfeld- programmierung | Über Software: MoDIC bzw. Service-Tester | Erweitert     | Verbessert | 40 kByte | 88          |
| M1.1‑M1.3 | Drehzahlabhängig                              | Ein Adaptionswert                                | Varianten- codierung     | Mechanisch                               |               |            | 32 kByte | 55          |

## Technische Überarbeitung

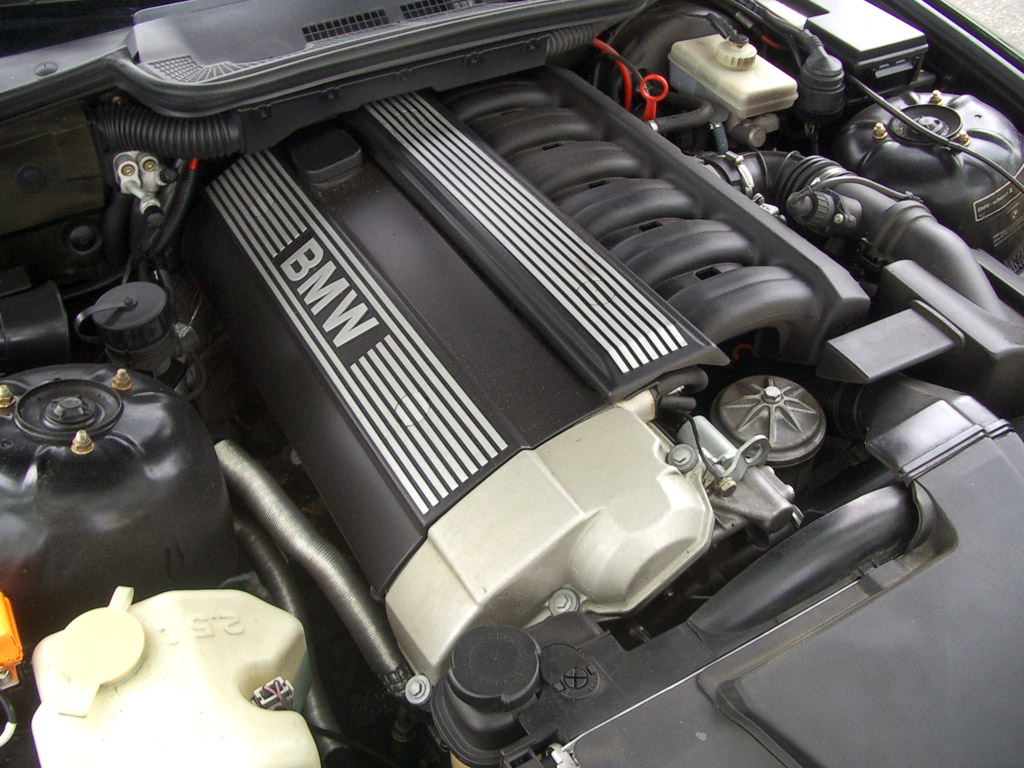
BMW M50B25TU mit VANOS

Nach ca. 500.000 produzierten Einheiten erfuhr der BMW M50 eine umfangreiche Überarbeitung. Ziele der Weiterentwicklung waren
- Verringerung des Kraftstoffverbrauchs und der Emissionen
- Verbesserung der Elastizität im unteren und mittleren Drehzahlbereich
- Komfortoptimierung (Akustik)
- Optimierung der Leerlaufqualität und
- Verträglichkeit für Kraftstoffe ROZ 91/95/98.

Die technisch modifizierten Motoren werden BMW M50 „TU“ (technisch überarbeitet, engl. technical update) genannt. Sie wurden mit der variablen Nockenwellensteuerung VANOS ausgerüstet und gingen ab September 1992 in Serie.

### Maßnahmen
Um Verbrauch, Emissionen, Leerlaufqualität und Akustik zu verbessern war ein wichtiges Ziel bei der Überarbeitung des Grundmotors die Reibungsreduzierung in der Kolbengruppe und im Ventiltrieb sowie die Adaption einer Steuerung der Einlassnockenwelle. Die technischen Neuerungen führten zu einer Reduktion des Reibmoments – abhängig von Hubraum und Drehzahl – um 10 bis 18 %. Bei niedrigen Drehzahlen (800 min−1) ist die Reibmomentabnahme im Ventiltrieb am deutlichsten ausgeprägt. Bei 2000 min−1 ist eine Reibmomentabnahme in der Kolbengruppe und im Ventiltrieb wirksam. Bei 6000 min−1 überwiegt der Einfluss der Kolbengruppe auf die Gesamtreibung.

### Technische Überarbeitung des Grundtriebwerks
Da die Abmessungen von Kurbelgehäuse, Lagern und Kurbelwellenhub beibehalten werden sollten, konnte die Reibung im Wesentlichen durch Verkleinerung des Pleuelstangenverhältnisses, der oszillierenden Massen sowie der tragenden Kolben- und Kolbenringlaufflächen reduziert werden. Die Einheitspleuellänge von 135 mm musste zur Verringerung der tragenden Kolbenfläche aufgegeben werden. Der 2,0-l-Motor erhielt Pleuel mit 145 mm Länge, die Pleuel des 2,5-l-Motors wurden auf 140 mm verlängert. Zusammen mit der Erhöhung der Verdichtung verkürzt sich die Kompressionshöhe der Kolben entsprechend. Beim 2,0-l-Motor verringert sich die Kolbenschaftlänge (als Funktion der tragenden Kolbenfläche) um 11,6 mm und beim 2,5-l-Motor um 9,8 mm. Mit der Verringerung der Kompressionshöhen reduzierten sich die Kolbenmassen um 100 bzw. 50 g. Trotz Verlängerung der Pleuel ergab sich somit eine Verkleinerung der oszillierenden Massen um 12 bzw. 6 %. Eine ausreichende Festigkeit der Kolben konnte trotz dieser Veränderungen durch Anwendung der Kasten-, X- und Halb-Slipper-Bauart erreicht werden.
Auch die Kolbenkühlung wurde verbessert. Hierzu wurde zum einen der Durchsatz der Spritzölkühlung mit jeweils einer Spritzdüse je Zylinder im Lagerstuhl um 100 % erhöht und zum anderen konnte durch eine Optimierung der Kolbeninnenkontur und einer Verlängerung der Anspritzdauer des Kolbens die Kolbentemperatur in einem vertretbaren Rahmen gehalten werden.
Die gewichts- und gestaltoptimierten Pleuel bestehen nun aus mikrolegiertem Kohlenstoff-Mangan-Schmiedestahl C40 mod BY. Die Sechszylinder-Pleuel wurden somit an die Pleuel der Vierzylindermotoren angepasst.
Neu ist auch der Axial-Schwingungsdämpfer, der den Radial-Schwingungsdämpfer ersetzt. Bei annähernd gleichem Trägheitsmoment weist dieser ein geringeres Gewicht und günstigere Akustikeigenschaften auf.
Die Kolbenringe wurden ebenfalls überarbeitet:
- Oberer Kompressionsring: Rechteckring, 1,5 mm hoch – nun ballig, mit scharfer Unterkante. Beim 2,0-l-Motor ist die Lauffläche wie bisher verchromt, beim 2,5-l-Motor wurde wegen der höheren thermischen Belastung eine Plasmabeschichtung gewählt.
- Unterer Kompressionsring: Nasenminutenring, 1,5 mm hoch (bisher 1,75 mm)
- Ölabstreifring: 2 mm hoher dreiteiliger Stahllamellenring bzw. ein 2 mm hoher zweiteiliger Ölschlitzring mit Schlauchfeder (vormals 3 mm hoch)

### Technische Überarbeitung des Zylinderkopfs
Eine Reduzierung der Ventiltriebsreibung konnte durch Verringerung der Ventilfederkräfte sowie der oszillierenden Ventiltriebsmassen erreicht werden, was zu einer Absenkung der Kontaktkräfte zwischen den Reibpartnern Nocke und Tassenstößel führte. Der Durchmesser von Tassenstößel und HVA-Element wurde nicht verändert. Die Masse der Tassenstößel konnte durch Optimierung der Wandstärken des Tassenstößelgehäuses und Änderung der Blechinnenteile, die der Ölzufuhr zum HVA-Element und dessen Halterung dienen, reduziert werden.
Ventiltellerdurchmesser und Ventilwerkstoff blieben unverändert, allerdings wurde der Ventilschaftdurchmesser von 7 mm auf 6 mm reduziert, wodurch sich die Ventilmassen im Mittel um 20 % verringern. Der obere Federteller, der weiterhin in Stahl ausgeführt ist, wurde konstruktiv der Einzelventilfeder angepasst, wodurch sich seine Masse um 21 % reduzieren ließ.
Durch die Änderung des Nockenhubs und den optimierten Beschleunigungsverlauf zusammen mit der Massenreduktion der oszillierenden Ventiltriebsteile war eine Absenkung der maximalen Ventilfederkraft um 30 % möglich, was den Ersatz der bisherigen Doppelventilfedern durch Einfachventilfedern erlaubte. Durch einen optimierten Werkstoff gegenüber der Doppelventilfeder konnte bei gleichbleibender Schub- und Hubspannung die dynamische Sicherheit der Einzelventilfeder sogar noch erhöht werden.

### Weitere Überarbeitungen, VANOS
Weitere Modifikationen im Zuge der Überarbeitung waren der Einsatz von Heißfilm-Luftmassenmessern, geänderte Kurbelwellen-Schwingungsdämpfer und ein neuer Leerlaufsteller ZWD-5 (Zweiwicklungs-Drehsteller) beim 2,5-l-Motor. Der Einsatz einer Klopfregelung erlaubte eine leichte Erhöhung des Verdichtungsverhältnisses.
Leistungs- und Abgaswerte sowie das Laufverhalten eines 4-Takt-Ottomotors lassen sich durch eine während des Betriebs verstellbare Nockenwellen-Spreizung verbessern. Durch die Variable Nockenwellen-Spreizung (VANOS) kann beim BMW M50TU die Spreizung der Einlassnockenwelle variabel realisiert, d. h. abhängig von den Last- und Betriebsbedingungen von spät nach früh oder umgekehrt verstellt werden. Nach umfangreichen Motorversuchen wurde für beide Motorvarianten ein maximaler Verstellwinkel von jeweils 25° KW (Kurbelwellenwinkel) festgelegt.

### Technische Überarbeitung der Motorsteuerung
Die technische Überarbeitung ging einher mit einer Anpassung der Motorsteuerung. Bei den 2,5-l-Motoren kam nun die digitale Motor-Elektronik DME 3.3.1 mit Klopfregelung zum Einsatz. Sämtliche BMW E34 und E36-Fahrzeuge mit M50B20TU-Triebwerken erhielten die SIEMENS-Motorsteuerung MS 40.1.

## Sportmotoren BMW S50 der M-GmbH

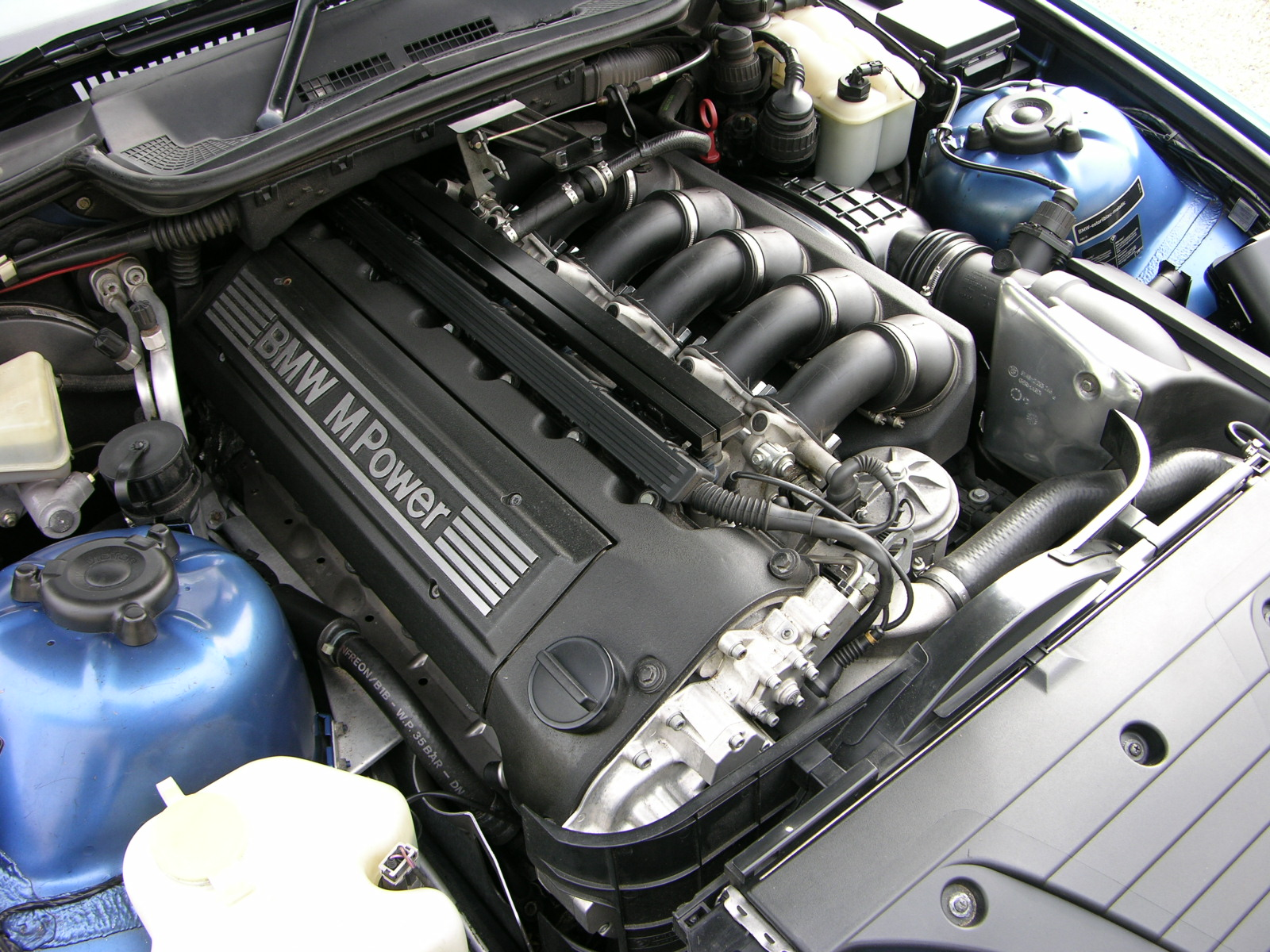
BMW S50 in einem BMW E36 (M3)

Eine Sonderstellung nehmen die Motoren der M-GmbH ein, die im BMW E36 (M3) und BMW Z3 M zum Einsatz kamen. Grundsätzlich zu unterscheiden sind hierbei die „normalen“ bzw. europäischen Versionen des S50 und die USA-Version.

### S50B30 und S50B32 (EU)
Basierend auf dem BMW M50 entwickelte die M-GmbH den Nachfolgemotor für den im BMW E30 M3 verbauten BMW S14. Das BMW S50 genannte Triebwerk folgte somit zwar dem BMW S14 im BMW M3 nach, kann aber aufgrund der grundverschiedenen Abmessungen (Zylinderabstand, Bohrung, Hub, Außenabmessungen) und des unterschiedlichen Motorkonzepts (Sechs- statt Vierzylinder) nicht als dessen Nachfolger gelten. Direkter Nachfolger des BMW S50 wurde der BMW S54.
Zielsetzung bei der Entwicklung war, dass der M3 E36 sowohl mehr Leistung erhalten, jedoch auch komfortabler als der E30 M3 ausgelegt werden sollte und deshalb die Entscheidung für einen leistungsstarken 6-Zylinder-Motor fiel. Die M-GmbH modifizierte den M50 in wesentlichen Belangen und übernahm wenige Merkmale der Motoren S14 und S38.
Veränderungen gegenüber dem M50 waren beispielsweise:
- Hubraumerhöhung auf 3 (S50B30) bzw. 3,2 Liter (S50B32)
- Einzeldrosselklappeneinspritzung
- Tassenstößel ohne hydraulischen Ventilspielausgleich (HVA)
- Stufenlose Hochdruck-Einlass-VANOS beim S50B30 bzw. Doppel-VANOS beim S50B32 (statt Niederdruck-schwarz/weiß-Einlass-VANOS)
- andere Kolben, Pleuel, Nockenwellen, Motorsteuerung etc.
- Fächerkrümmer

Insgesamt war der S50B30 damit 1992 hochmodern und mit 70,23 kW pro Liter Hubraum einer der Serien-Saugmotoren mit der höchsten Literleistung weltweit. Für den BMW E36 M3 GT wurde der Motor von 210 kW (286 PS) auf 217 kW (295 PS) leistungsgesteigert.
Der S50B32 wurde gegenüber dem S50B30 im Hubraum erweitert sowie nochmals deutlich überarbeitet und überschritt mit seiner Leistung von 236 kW (321 PS) erstmals die 73,55 kW (100 PS) pro Liter Hubraum. Maximales Drehmoment, Drehmomentverlauf und Ölversorgung bei hoher Querbeschleunigung wurden ebenfalls verbessert. Mit dem S50B32 war der Motor weitgehend ausgereizt, eine geringfügige Steigerung auf 252 kW (343 PS) brachte noch der konstruktiv grundsätzlich gleiche BMW S54 der im BMW M3 E46 verbaut wurde.

Sportmotoren BMW S50
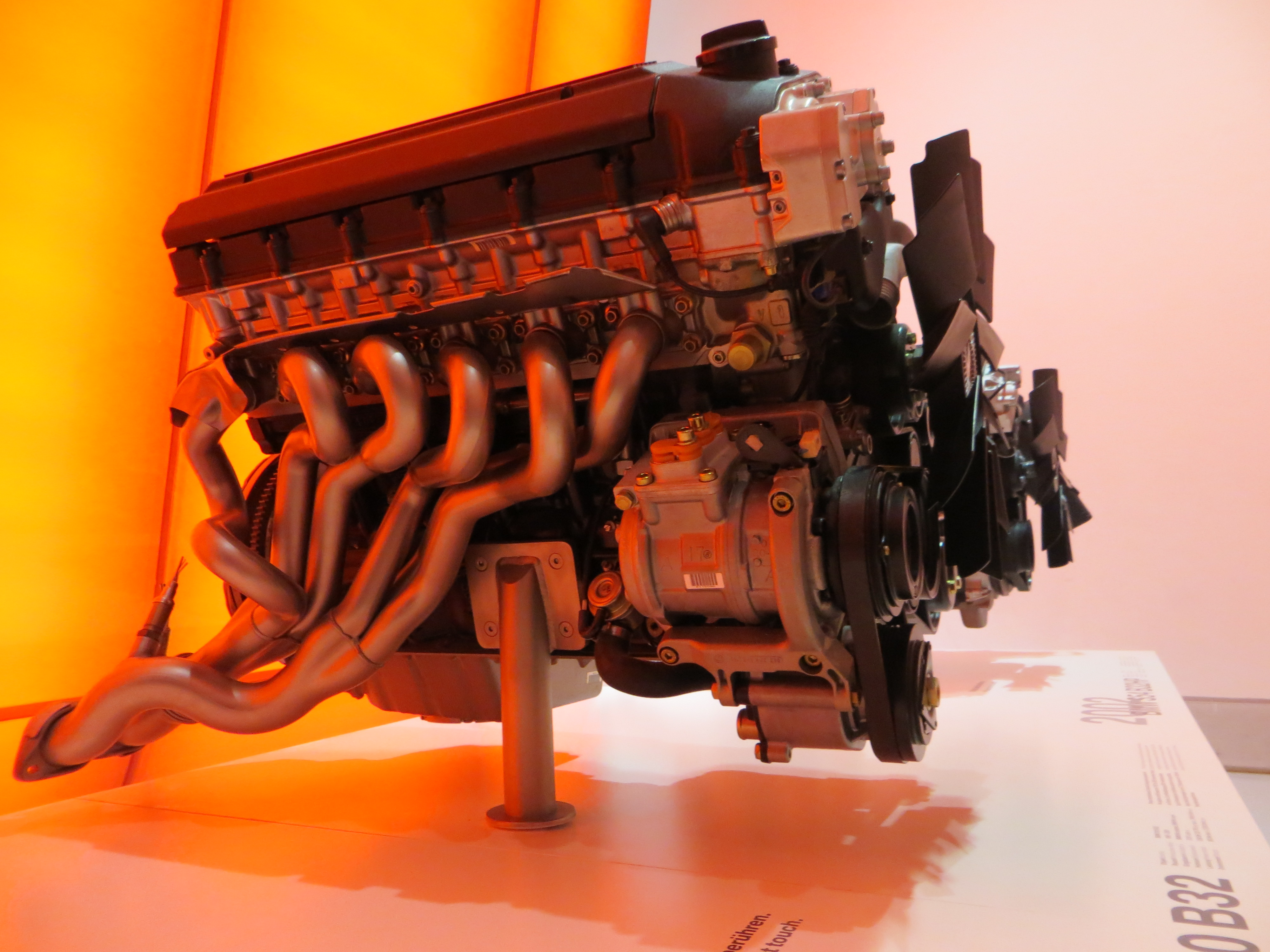
BMW S50B32 mit Fächerkrümmer
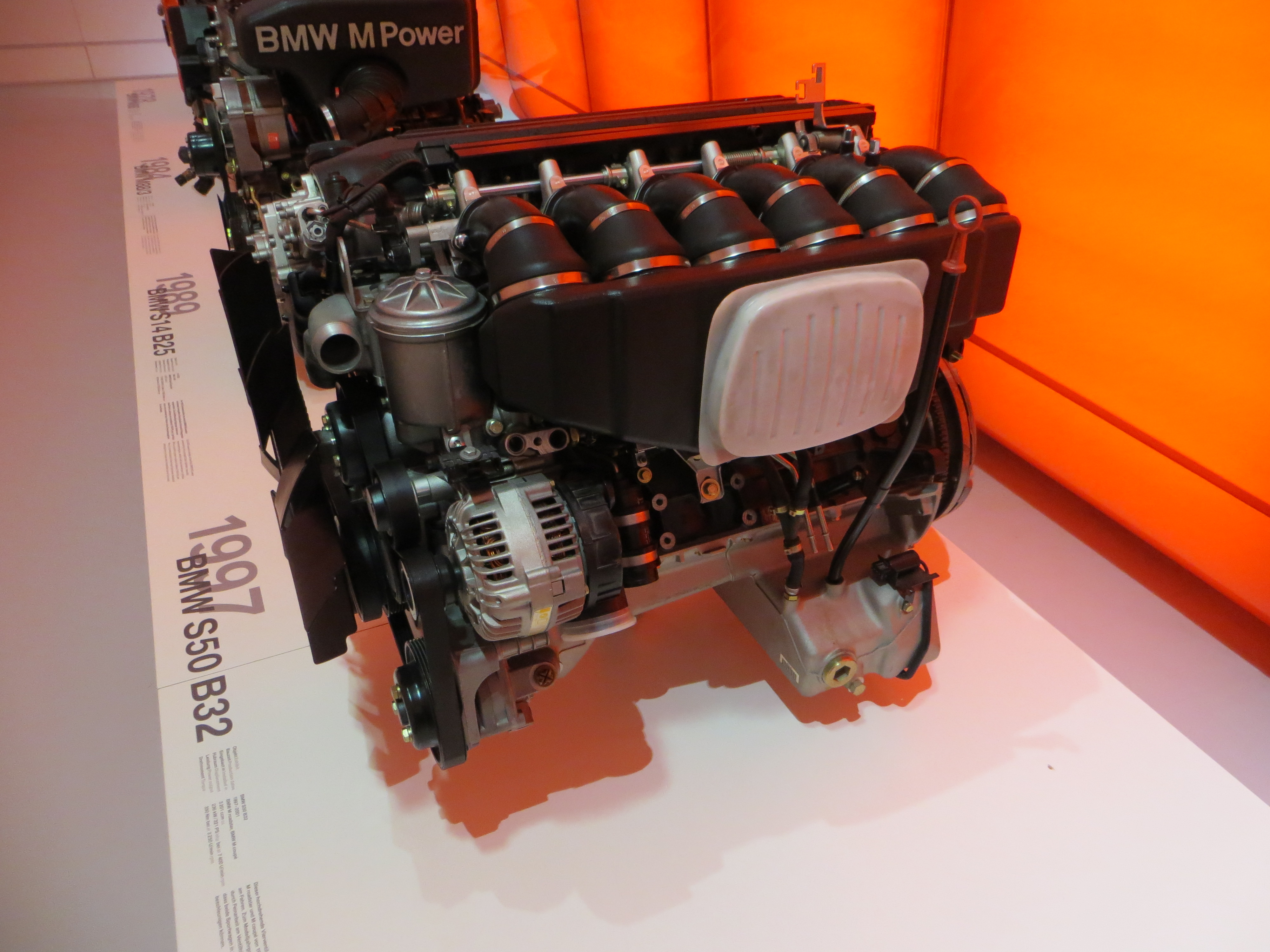
BMW-S50B32-Motor von der Ansaugseite
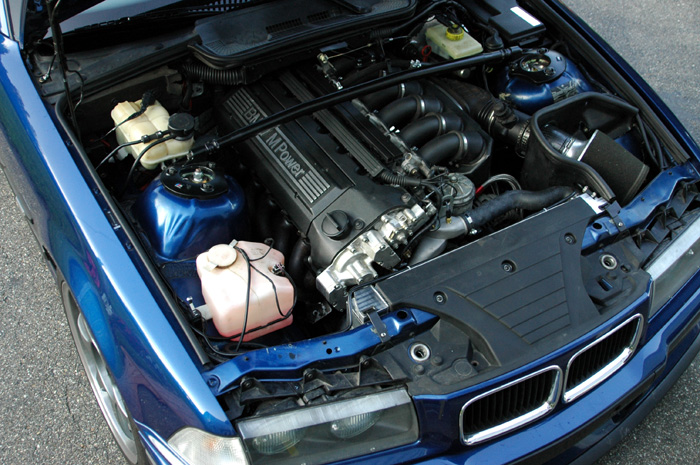
S50B32 in einem BMW M3 E36

### S50B30/US
Ein Export des M3 E36 in die USA war ursprünglich nicht vorgesehen. Dies geschah dann unter Verwendung eines eigens für den US-Markt gebauten Motors, der weniger aufwendig konstruiert war als die EU-Version. Der Motor entsprach im Wesentlichen einem auf 3 Liter Hubraum erhöhten M50B25TU mit zentraler Drosselklappe (statt Einzeldrossel), Niederdruck-schwarz/weiß-Einlass-VANOS (statt vollvariabler Hochdruck-VANOS), Hydrostößeln (statt Tassenstößeln ohne HVA) und hatte eine Leistung von 243 PS. Diese Konfiguration übernahm auch Alpina bei den Motoren des Alpina B3 (E36). Nachfolger des S50B30/US wurde 1996 der BMW S52B32/US.

## Daten
| Motor     | Hubraum          | Bohrung × Hub     | Ventile/Zyl. | Verdichtung | Leistung bei 1/min       | Drehmoment bei 1/min | Höchstdrehzahl | Einführung |
| --------- | ---------------- | ----------------- | ------------ | ----------- | ------------------------ | -------------------- | -------------- | ---------- |
| M50B20    | 2,0 l (1990 cm3) | 80,0 mm × 66,0 mm | 4            | 10,5:1      | 110 kW (150 PS) bei 6000 | 190 Nm bei 4700      | 6500 min−1     | 05/1990    |
| M50B20TU  | 2,0 l (1990 cm3) | 80,0 mm × 66,0 mm | 4            | 11,0:1      | 110 kW (150 PS) bei 5900 | 190 Nm bei 4200      | 6500 min−1     | 09/1992    |
| M50B25    | 2,5 l (2494 cm3) | 84,0 mm × 75,0 mm | 4            | 10,0:1      | 141 kW (192 PS) bei 6000 | 245 Nm bei 4700      | 6500 min−1     | 05/1990    |
| M50B25TU  | 2,5 l (2494 cm3) | 84,0 mm × 75,0 mm | 4            | 10,5:1      | 141 kW (192 PS) bei 5900 | 250 Nm bei 4200      | 6500 min−1     | 09/1992    |
| S50B30/US | 3,0 l (2990 cm3) | 86,0 mm × 85,8 mm | 4            | 10,5:1      | 179 kW (243 PS) bei 6000 | 305 Nm bei 4250      | 6500 min−1     | 1994       |
| S50B30/EU | 3,0 l (2990 cm3) | 86,0 mm × 85,8 mm | 4            | 10,8:1      | 210 kW (286 PS) bei 7000 | 320 Nm bei 3600      | 7280 min−1     | 09/1992    |
| S50B30GT  | 3,0 l (2990 cm3) | 86,0 mm × 85,8 mm | 4            | 10,8:1      | 217 kW (295 PS) bei 7100 | 323 Nm bei 3900      | 7280 min−1     | 12/1994    |
| S50B32/EU | 3,2 l (3201 cm3) | 86,4 mm × 91,0 mm | 4            | 11,3:1      | 236 kW (321 PS) bei 7400 | 350 Nm bei 3250      | 7600 min−1     | 09/1995    |

## Daten Ventilsteuerung
| Motor     | Hubraum          | Motorsteuerung | Ventilhub E/A in mm | Öffnungswinkel °KW E/A | VANOS | Spreizung Einlass °KW | Spreizung Auslass °KW |
| --------- | ---------------- | -------------- | ------------------- | ---------------------- | ----- | --------------------- | --------------------- |
| M50B20    | 2,0 l (1990 cm3) | DME M3.1       | 9,7/8,8             | 240°/228°              | –     | 96°                   | ‑104°                 |
| M50B20TU  | 2,0 l (1990 cm3) | MS40.1         | 9,0/9,0             | 228°/228°              | E 1   | 80° bis 105°          | ‑105°                 |
| M50B25    | 2,5 l (2494 cm3) | DME M3.1       | 9,7/8,8             | 240°/228°              | –     | 101°                  | ‑101°                 |
| M50B25TU  | 2,5 l (2494 cm3) | DME M3.3.1     | 9,0/9,0             | 228°/228°              | E 1   | 85° bis 110°          | ‑101°                 |
| S50B30/US | 3,0 l (2990 cm3) | DME M3.3.1     | 10,2/9,5            | 252°/244°              | E 1   | 70° bis 120°          | −105°                 |
| S50B30/EU | 3,0 l (2990 cm3) | DME M3.3       | 11,3/11,3           | 260°/260°              | E 2   | 80° bis 122°          | −108°                 |
| S50B30GT  | 3,0 l (2990 cm3) | DME M3.3       | 11,2/11,2           | 264°/264°              | E 2   | 80° bis 122°          | −108°                 |
| S50B32/EU | 3,2 l (3201 cm3) | MSS50          | 11,3/11,3           | 260°/260°              | E/A 3 | 70° bis 130°          | −76° bis ‑114°        |

## Verwendung
M50B20
- 05/1990–1992 im BMW E34 520i
- 1990–1992 im BMW E36 320i

M50B20TU
- 1992–1996 im BMW E34 520i
- 1992–1994 im BMW E36 320i

M50B25
- 05/1990–1992 im BMW E34 525i
- 08/1990–1992 im BMW E36 325i

M50B25TU
- 1992–1996 im BMW E34 525i
- 1992–1995 im BMW E36 325i

S50B30
- 1992–1996 im BMW E36 M3

S50B30/US
- 1994–1995 im BMW E36 M3 (nur USA)

S50B30GT
- 12/1994–06/1995 im BMW E36 M3 GT

S50B32
- 1996–1999 im BMW E36 M3
- 1997–2000 im BMW E36/7 und BMW E36/8 Z3 M Roadster / Coupé